# Sergio Casali
Sergio Casali (* 1969 in Varazze, Provinz Savona, Italien) ist ein italienischer Latinist und derzeit Professore ordinario di Lingua e letteratura latina am Dipartimento di Studi letterari, filosofici e di storia dell'arte der Universität Rom Tor Vergata.
Casali studierte von 1988 bis 1997 an der Scuola Normale Superiore di Pisa. Im Jahr 1992/1993 war er zu einem Auslandsaufenthalt am St John’s College, Oxford. Die laurea in lateinischer Literatur erwarb er 1993 bei Gian Biagio Conte an der Universität Pisa. Seit 1998 ist er wissenschaftlicher Mitarbeiter an der Universität Rom Tor Vergata. Seine Berufung zum professore associato erhielt er im Jahr 2001.
Casali arbeitet vor allem zur augusteischen Dichtung, besonders zu Ovid und Vergil, zur epischen Tradition der Römer und zur antiken Exegese der Aeneis, insbesondere zu Servius. Ein Kommentar zum zweiten Buch der Aeneis liegt nunmehr vor.

## Veröffentlichungen
- Publii Ovidii Nasonis: Heroidum Epistula IX: Deianira Herculi. Le Monnier, Firenze 1995.
- Virgilio: Eneide 2. Introduzione, traduzione e commento a cura di S. Casali, Edizioni della Normale, Pisa 2017. Rezension von David Quint in: Bryn Mawr Classical Review (online), 3. Juli 2018
- mit Fabio Stok (Hrsg.): Servio: stratificazioni esegetiche e modelli culturali / Servius: exegetical stratifications and cultural models. Collection Latomus, Bd. 317, Éditions Latomus, Bruxelles 2008, ISBN 978-2-87031-258-2. Rezension von Ute Tischer in: Bryn Mawr Classical Review (online), 16. Januar 2010
- Other Voices in Ovid’s ‘Aeneid’. In: Peter E. Knox (Hrsg.): Oxford readings in Ovid. Oxford University Press, Oxford 2006, ISBN 0-199-28116-5, S. 144–165 (online); revidierte Fassung von: Altre voci nell'Eneide di Ovidio. In: Materiali e discussioni per l’analisi dei testi classici 35, 1995 S. 59–76.